# Ramocsaháza
Ramocsaháza är en ort (by) i provinsen Szabolcs-Szatmár-Bereg i östra Ungern. Orten har 1 312 invånare (2024), på en yta av 18,12 km². Den ligger cirka 22,5 kilometer nordost om Nyíregyháza.